# 28 cm Haubitze L/12
Il 28 cm Haubitze L/12 era un obice pesante d'assedio tedesco utilizzato durante la prima e la seconda guerra mondiale.

## Storia
Sviluppato durante la Grande Guerra, il 28 H L/12 fu impiegato nell'assedio di Sebastopoli nel 1942 alle dipendenze dell'11. Armee dell'Heeresgruppe Süd.

## Tecnica
Il rinculo dell'affustino portante la bocca da fuoco era assorbito dalla combinazione delle lisce inclinate dell'affusto e da due cilindri idropneumatici. L'affusto, munito di benna di caricamento, era montato su una piattaforma girevole, fissata ad una piattaforma di tiro in legno. Per il trasporto il pezzo veniva scomposto in quattro carichi: culla, canna, affusto e piattaforma di tiro, ognuno trasportato su un rimorchio a tre assi. La messa in batteria richiedeva 3-4 giorni.